# Brinnande hjärtan
| Vänster: Kolberg 1930, med bad och kurortshotell. Höger: Kolberg 1945, en stad som trots den patriotiska filmen varken kunde rädda Nazityskland eller sig själv. |  | Vänster: Kolberg 1930, med bad och kurortshotell. Höger: Kolberg 1945, en stad som trots den patriotiska filmen varken kunde rädda Nazityskland eller sig själv. |
| Vänster: Kolberg 1930, med bad och kurortshotell. Höger: Kolberg 1945, en stad som trots den patriotiska filmen varken kunde rädda Nazityskland eller sig själv. |  | |

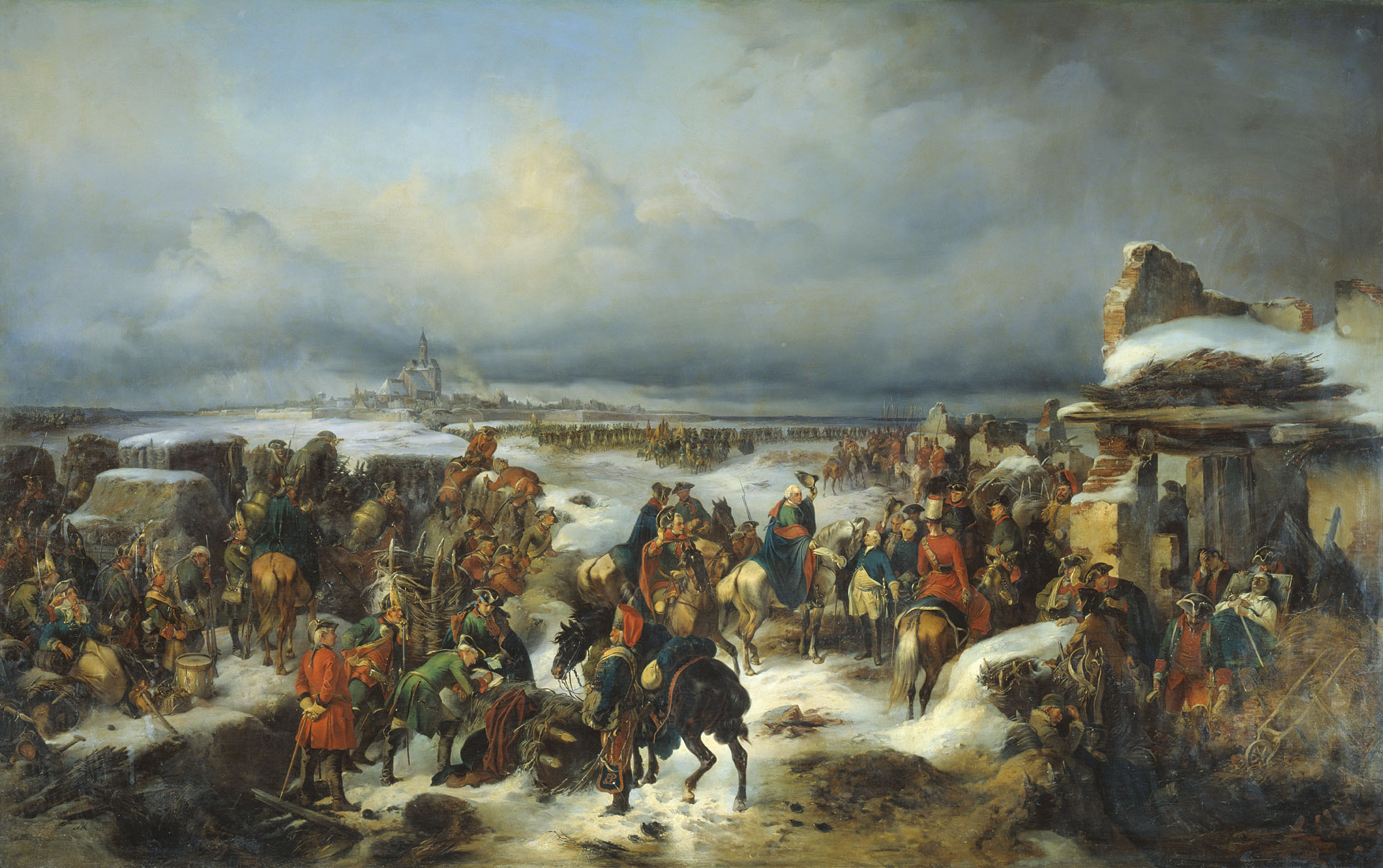
Kolberg var även utsatt för en belägring 1761, under sjuårskriget.

Brinnande hjärtan (originaltitel: Kolberg) är en tysk film från 1945 i regi av Veit Harlan. Filmen är uppkallad efter staden Kolberg (idag polska Kołobrzeg). Filmen är en av Nazitysklands mest påkostade och omtalade propagandafilmer. Den producerades på beställning av Nazitysklands informationsministerium under propagandaminister Joseph Goebbels ledning. Regissör Harlan åtalades efter krigsslutet för delaktighet i nazistregimen och brott mot mänskligheten men frikändes i kontroversiella domar.

## Handling
Handlingen utspelas år 1807, då Napoleon I:s trupper belägrar staden Kolberg och dess fästning i tyska Pommern. Befolkningen – ledda av den orädde borgmästaren Nettelbeck, löjtnant Schill och kommendant Gneisenau – vägrar att kapitulera. Den franska armén bombarderar fästningen, men befolkningen ger inte upp. Fransmännen tvingas därför avbryta belägringen, för att inte behöva offra en hel armé i kampen om en enda stad.

## Rollista
- Heinrich George – Borgmästare Nettelbeck
- Kristina Söderbaum – Maria
- Paul Wegener – General Loucadou
- Horst Caspar – Kommendant Gneisenau
- Gustav Diessl – Löjtnant Schill
- Otto Wernicke – Werner
- Irene von Meyendorff – Drottningen
- Kurt Meisel – Claus
- Jaspar von Oertzen – Ludvig Ferdinand av Preussen
- Paul Bildt – Rektor
- Jakob Tiedtke – Reeder
- Hans Hermann Schaufuß – Zaufke

## Produktion

### Bakgrund
Brinnande hjärtan gjordes under slutet av andra världskriget för att stärka den tyska befolkningens försvarsvilja. Den beställdes våren 1943 av Joseph Goebbels informationsministerium som en film som skulle stärka den tyska patriotismen och offerviljan. Detta var efter slaget om Stalingrad och februari månads tyska deklaration om "det totala kriget" för att samla alla Tysklands resurser i kampen mot fienden.

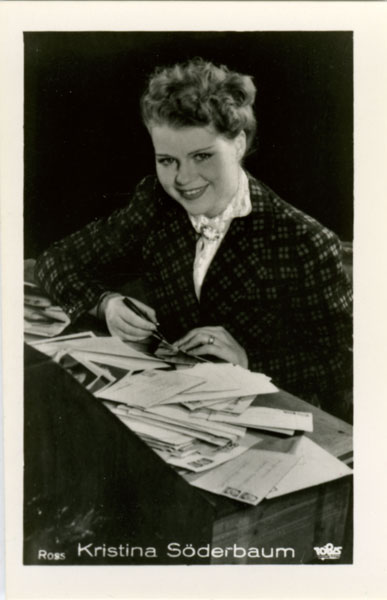
Svensk-tyska Kristina Söderbaum innehade den kvinnliga huvudrollen.

Filmen baserar sig på Joachim Nettelbecks självbiografi. Nettelbeck var borgmästare i den västpommerska hamnstaden och deltog aktivt i stadens försvar under belägringen (april till juli 1807) från Napoleons franska trupper. Den historiska belägringen avslutades efter att freden i Tilsit skrivits under, vilket avslutade krigshandlingarna mellan Preussen och Franska imperiet. I filmen framställs det dock som att fransmännen avbryter belägringen på grund av stadsbornas tapperhet och envisa patriotism.
Den här tidiga färgfilmen var den dyraste i Nazitysklands historia, med en budget på 8,8 miljoner riksmark. Den räknas till en av de få filmer som haft större antal skådespelare än biografpublik och är en av de filmer som haft störst antal statister.
Filminspelningen 1943–1944 (mitt under tyskarnas krisläge i kriget) krävde medverkan av uppskattningsvis 15 000 statister, varav många tusentals var soldater stationerade vid fronterna som kallades hem för medverkan i inspelningen. Detta udda beslut mitt i brinnande världskrig har varit föremål för ett flertal dokumentärer om produktionen. Man vet att Goebbels och regimens propagandaministerium litade i början på målet med filmen: Att hela folket skulle flockas till visningar och att filmen skulle stärka folkets moral och kampvilja genom propagandan och med nyfunna kampglöden skulle de orka slå tillbaka de allierades framtåg. Goebbels lade en enorm tillit vid filmens tänkta effekt. Men produktionen försvårades och filmen försenades gravt medan Tyskland allt mer bombades till ruiner, och vid premiären, så sent som januari 1945, återstod endast ett fåtal biografer i landet och dessa visningar stördes ofta av täta luftangrepp. Planerad propagandaeffekt uteblev helt, floppen blev ett faktum och projektet blev för naziregimen ett dyrt, påkostat misslyckande. En stor del av folket var så sent i kriget krigströtta, i svält, hemlöshet och allmän uppgivenhet, med undantag för verklighetsfrånvända fanatiker och delar ur partiledningen. Kristina Söderbaum antydde att de tusentals soldater som kallades in för att medverka i filmen "gladdes av att de då slapp skickas till den blodiga fronten", och vidare att det eventuellt kan ha bidragit till att "åtminstone några soldater slapp dö i onödan" i det redan förlorade kriget.

### Medverkande
Den kvinnliga huvudrollen i filmen besattes av Kristina Söderbaum, svensk-tysk skådespelerska och gift med regissören Harlan. Söderbaum var en av de mest populära kvinnliga skådespelerskorna i Hitlers Tyskland och sågs ofta i rollen som den typiska unga "ariska" kvinnan. I andra roller syntes bland annat Heinrich George (borgmästaren), Paul Wegener (stadens ursprunglige kommendant) och Horst Caspar (kungens utsände kommendant).

### Premiär och efterkrigstida kritik
Brinnande hjärtan hade efter långa förseningar premiär den 30 januari 1945, bara dryga tre månader innan Nazityskland var helt besegrat. Mycket av landet låg vid denna tidpunkt i ruiner och filmens mål att bli ett enande stridsrop som skulle höja kampandan hos hela folket, misslyckades, trots den enorma produktionen. Filmen hade premiär på två orter, dels Berlin, dels franska La Rochelle.
 Filmen hade tysk premiär i en tillfällig biograf (U.T. Alexanderplatz) samt vid Tauenzien-Palast i Berlin och visade under konstant hot från flygbombningar fram till stadens fall i maj. Filmen visades också i det tyska rikskansliet efter utsändningen av Adolf Hitlers allra sista radiotal den 30 januari. Denna dag innebar 12-årsdagen av Hitlers makttillträde 1933.
Den franska staden La Rochelle med sin tyska flottbas var då – liksom Kolberg i filmen – utsatt för en lång belägring. Filmkopian ska ha levererats dit med hjälp av fallskärm och visats för att stärka tyskarnas trupper som stred om staden. Själva Kolberg utsattes för en belägring någon vecka efter premiären och föll kort senare under våren till Röda armén, något som Goebbels noterade som ett hot mot "hans" films rykte.
Vidare beslagtogs kopior av filmen 1945 av den segrande sovjetiska Röda armén. Även andra ökända nazityska propagandafilmer beslagtogs av Sovjet och de allierade.
I efterkrigstiden åtalades regissör Harlan för sin antisemitiska propaganda och stöd till nazismen. Han lyckades dock intala domare att det var regimen som skrivit hans filmer, och undkom så rättvisan. 1949 åtalades han på nytt, för brott mot mänskligheten med ökända nazifilmen Jud Süß, men i ännu en kontroversiell dom frikändes han i Hamburg. Frikännandet upprätthölls av brittiska ockupationszonen. Harlans båda frikännanden är fortsatt kontroversiella och kritiserade då andra liknande distributörer eller skapare av antisemitisk propaganda efter kriget dömdes för samma slags brott, en del även till döden.
Den svenska premiären av filmen skedde 5 oktober 1953. Filmen finns numera utgiven på DVD, med originalljudspår och engelsk text.
Filmen finns på youtube.com Kolberg